# Corona (cognome)
Corona è un cognome di lingua italiana.

## Varianti
Coronaro, Coronella, Coronelli, Coronello, Coronetta, Coronetti, Coronini, Del Corona.

## Origine e diffusione
Cognome panitaliano, è particolarmente diffuso in Italia meridionale, Sicilia e Sardegna.
Potrebbe derivare dal termine corona.

## Persone
- Leonardo Corona  (1561-1605) – pittore italiano
- Luca Corona  (n. 1977) – rugbista a 15 italiano
- Marina Corona (n. 1949) – poetessa italiana
- Mauro Corona (n. 1950) – scrittore, alpinista, scultore ligneo italiano